# Conrado I de Wurtemberg
Conrado I (también Conrado de Wirtinisberc, C(u)onradus de Wirdeberch) fue señor de Wurtemberg entre 1083-1110, fue mencionado por primera vez en 1081.

## Biografía
Conrado era el hijo de un noble señor de Beutelsbach y probablemente descendiente de los duques sálicos, Conrado I y Conrado II de Carintia. Era hermano del abad de Hirsau, Bruno de Beutelsbach (1105-1120) y de Liutgarda de Beutelsbach. El nombre de su esposa fue Werntrud. Es considerado como el fundador de la dinastía de Wurtemberg.
Sobre 1083 Conrado construyó el castillo de Wirtemberg en lo alto de la montaña Wurtemberg, cerca del Stuttgart de hoy. Hizo de este lugar su residencia y posteriormente tomó su nombre del nuevo castillo. Conrado fue testigo en algún momento entre 1089-1092 del llamado Tratado de Bempflingen  entre los condes Kuno de Wülflingen y Liutold de Achalm con su sobrino el conde Wernher von Grüningen. El 5 de mayo de 1092 fue testigo en Ulm de la transferencia de la propiedad de la Abadía de Allerheiligen cerca de Schaffhausen. Se trata de las primeras veces que su nombre se menciona en un documento completo, si bien este documento no es un original. En ambas situaciones Conrado I aparece estrechamente relacionado con las personas que son opositores del emperador Enrique IV del Sacro Imperio Romano Germánico. Esta posición política está de acuerdo con el hecho de que le pidió al obispo de Worms, un opositor al emperador, que consagrara la capilla del castillo, con preferencia al obispo de Constanza, en cuyo territorio se encontraba el castillo en realidad.
Ya antes, tal vez entre 1080 y 1087, Conrado había ayudado a la Abadía de Hirsau con donaciones, como se documenta en el Hirsauer Schenkungsbuch. En este documento es descrito como un "gran hombre entre los suabos".